# Drosophila crossoptera
Drosophila crossoptera este o specie de muște din genul Drosophila, familia Drosophilidae, descrisă de Wheeler și Hajimu Takada în anul 1962. Conform Catalogue of Life specia Drosophila crossoptera nu are subspecii cunoscute.